# PIMEX
PIMEX, voluit Picture Mix Exposure, is een methode om het effect van werkmethoden en werkplekomstandigheden op de blootstelling aan gevaarlijke stoffen, nano-deeltjes, fysieke inspanning en geluid, te meten en tegelijkertijd in één videoscherm laten zien. Het idee om met meetapparatuur, een videocamera en speciale software de arbeidsomstandigheden in beeld te brengen, werd al eind jaren tachtig in Zweden ontwikkeld.
Het duurde tot 2004 voordat PIMEX ook in Nederland en voet aan de grond kreeg. Over het gebruik van de methode in België zijn geen gegevens bekend.

## Toepasbaarheid
De methode wordt met name toegepast in de praktijk van de arbeidshygiëne met het oog op:
1. voorlichting en instructie; de invloed van het eigen gedrag op de mate van blootstelling – bijvoorbeeld het op het al of niet op een juiste wijze toepassen van getroffen maatregelen – wordt direct gevisualiseerd en kan daarmee positief van invloed zijn;
2. onderzoek / analyse; bijvoorbeeld om te testen of bepaalde veiligheidsmaatregelen al of niet in de praktijk goed werken.

## Ontwikkeling van de methode
PIMEX is oorspronkelijk halverwege de jaren 80 van de vorige eeuw in Zweden ontwikkeld door Gunnar Rosén and Ing-Marie Andersson. Een min of meer gelijksoortige techniek werd in de Verenigde Staten ontwikkeld door onderzoekers van het NIOSH.Thans wordt PIMEX in verschillende landen gebruikt. Ook in Nederland wordt de methode meer en meer toegepast en – met ondersteuning van het ministerie van SZW – verder doorontwikkeld.

## Enkele voorbeelden
Inmiddels zijn meer dan 170 PIMEX-videos over een groot scala aan onderwerpen gemaakt, zoals:
- Het toepassen van gezondheidvriendelijkere methoden, zoals het offsetdrukproces met en zonder isopropylalcohol;
- Het op een juiste wijze toepassen van afzuigsystemen (bijv. bij het lassen);
- Het toepassen van filtersystemen;
- Het op een juiste manier toepassen van adembeschermingsmiddelen;
- Zwangerschap en het werken met gevaarlijke stoffen;
- Stofblazen versus stofzuigen;
- Blootstellingreducerende maatregelen bij het werken met nano-materialen;
- Ioniserende straling – het houden van voldoende afstand en het gebruik van een loodschort;
- Tillen - last te dicht bij of wat verder weg van het lichaam;
- Zwangerschap en tillen;
- Het gebruik van tilhulpmiddelen;
- Lawaai – het gesloten houden van omkastingen;
- Lawaai – het toepassen van geluiddempende materialen.